# Metal Inquisitor
Metal Inquisitor war eine deutsche Heavy-Metal-Band. Sie wurde 1998 von Blumi gegründet. Die Band hat mehrere Demos, zwei Singles sowie fünf Alben veröffentlicht.

## Geschichte
Metal Inquisitor wurde 1997 von Blumi ins Leben gerufen. Kurz darauf wurde die Band dann von Schlagzeuger Witchhammer („Tormentor“ von Desaster), Sänger El Rojo und Bassist KronoS komplettiert. Man begann sofort damit, eigene Stücke im klassischen Metal-Stil zu schreiben. Als Ergebnis erschien noch im Folgejahr ein Demo mit drei Liedern und ein Jahr später die Single „Seven Inches for the Second Attack“. Im Jahr 2000 verließ Witchhammer die Band. Da der Entschluss gefasst wurde, zukünftig mit zwei Gitarristen zu spielen, nahm man T.P. (Gitarre) und Havoc (Schlagzeug) in die Band auf, die bereits bei dem ursprünglichen und gemeinsamen Cover-Projekt „The Left Rhine Happy Natures“ mitspielten.
Zusammen mit den neuen Bandmitgliedern nahm man in 2002 das erste Album auf. Unter dem Namen „The Apparition“ erschien das Debütalbum bei Iron Glory Records. Nachdem man meist sehr positive Bewertungen für das Album bekommen hat, begab man sich anschließend auf die „The Apparition-Tour 2002/2003“. 2004 folgten dann Auftritte auf namhaften Festivals wie dem Rock Hard- und dem Keep It True-Festival. Trotz der dadurch langsam an Popularität gewinnenden Truppe kündigte Iron Glory Records den Plattenvertrag auf. Im Frühjahr 2005 konnte man mit Hellion Records eine neue Plattenfirma finden und im November 2005 dann das zweite Album „Doomsday for the Heretic“ veröffentlicht werden. Diesmal waren die Rezensionen überschwänglich und die Band bekam insbesondere durch das Rock Hard Magazin große Unterstützung. Im Spätsommer 2006 ging KronoS aus privaten Gründen eigener Wege. Er wurde von Dutch G ersetzt, mit dem man danach am dritten Album weiterarbeitete. Anfang 2008 kehrte KronoS wieder zur Band zurück. Zudem feierte die Band offiziell im März 2008 ihr zehnjähriges Bandbestehen. Im Oktober 2010 konnte KronoS letztendlich aus gesundheitlichen Gründen nicht mehr dabei sein und wurde durch Cliff Bubenheim am Bass ersetzt. Im November 2010 erschien das 3. Album „Unconditional Absolution“, welches aber noch mit KronoS am Bass eingespielt wurde und auf Anhieb Sieger der Richterskala in der Rock Hard Ausgabe 12/2010 wurde. Für das Jahr 2011 standen für die Band entsprechend mehrere Auftritte bei einschlägigen deutschen Festivals auf dem Plan (Rock Hard Festival, Headbangers Open Air, Bang Your Head etc.).
Mit dem vierten Album „Ultima Ratio Regis“ wird Metal Inquisitor den bisher erfolgreichen Weg weiter beschreiten und sich dabei auf alte Tugenden des Classic Metal besinnen. Nach der Veröffentlichung zu Beginn des Jahres 2014 wird die Band sich wieder live präsentieren und auch international agieren.
Im Januar 2019 wurde das fünfte Studio-Album "Panopticon" via Massacre-Records veröffentlicht.  
Anfang Dezember 2021 gab die Band ihre Auflösung über ihre Website bekannt.

## Stil
Als Ziel hat man sich gesetzt, eine Band zu gründen, die vom Sound des alten, traditionellen Heavy Metal geprägt sein soll. Zuweilen wird ihnen eine Ähnlichkeit mit Iron Maiden und zur New Wave of British Heavy Metal zugeschrieben. Auch nach amerikanischen Bands wie Metal Church klingen Metal Inquisitor. Die Texte handeln von vielerlei Dingen, beispielsweise geht es um Politik, Inquisitoren oder persönliche Erlebnisse beim Autofahren.

## Diskografie

### Studio-Alben
- 2002: „The Apparition“ (Iron Glory Records)
- 2005: „Doomsday for the Heretic“ (Hellion Records)
- 2010: „Unconditional Absolution“ (Hellion Records)
- 2014: "Ultima Ratio Regis" (Massacre Records)
- 2019 "Panopticon" (Massacre Records)

### Sonstige Veröffentlichungen
- 1998: „Metal Inquisitor“, Demo
- 1999: „Seven Inches for the Second Attack“, Single
- 2001: „A Homage to Sabbat“, Sampler
- 2003: „Before the Apocalypse“, Split zusammen mit Ritual Steel
- 2003: „Commencement“, Demo
- 2006: „Resistance Is Futile“, Kompilation
- 2007: „New Age of Iron Volume 1 (Teutonic-Swedish Alliance)“, Sampler
- 2007: „Doomsday at the H.O.A.“, Live-Album
- 2008: „Garage Nights (Bootleg)“, Kompilation

## Sonstiges
- Gitarrist Blumi und Bassist Cliff Bubenheim spielen zusätzlich noch bei Midnight Rider[1] und im deutschen Line-Up der japanischen Band Metalucifer.
- Der ehemalige Bassist Dutch G. spielt zusätzlich in der deutschen Band Blacksite[2]